# Agonita nigra
Agonita nigra es un coleóptero de la familia Chrysomelidae.
Fue descrita científicamente por primera vez en 1962 por Tan & Sun.